# Ion Câmpineanu
Ion Câmpineanu sau Ioan Câmpineanu (n. 1798 – d. iunie 1863), a fost unul dintre boierii progresiști din Țara Românească, cu preocupări culturale, participant la Revoluția de la 1848.
A fost tatăl politicianul conservator Ion I. Câmpineanu, membru fondator al Partidului Național Liberal, primul guvernator al Băncii Naționale a României.

## Biografie

### Familie
Tatăl său, Scarlat Câmpineanu,  a fost înrolat în armata rusă (în 1770), apoi a căpătat rangul de vel-stolnic, vel-clucer la 1792, ispravnic de Saac, la 1793 vel-vistier la 1796, vel-logofăt la 1799, vel-vornic la 1803, . Mama lui Ion Câmpineanu a fost Luxandra, fiica boierului Constantin Cândescu. Ion Câmpineanu s-a căsătorit, probabil în 1837, cu Ecaterina (Catinca) Dudescu-Caribol, cu care a avut doi băieți: Costache și Ion, precum și o fată, Alexandrina.

### VremeaRegulamentului organic
În timpul Regulamentului organic, Ion Câmpineanu a făcut parte din miliția înființată pe baza acestuia, ajungând la gradul de colonel. „Partida Națională”, creată de el, a luptat pentru obținerea independenței Principatelor Române cu sprijinul Angliei și al Franței. În anul 1838 sub conducerea lui Ion Câmpineanu, Partida Națională întocmește două documente importante pentru istoria noastră din acea perioadă: Act de unire și independență, încheiat la București la 1/13 noiembrie, ce este o declarație de principii a partidei naționale din Țara Românească și Osebitul act de numire a suveranului rumânilor  din 5/17 noiembrie 1838, care este un proiect de  constituție ce cuprinde ideile mai înaintate ale acelor timpuri. În acest proiect de constituție se spunea , de pildă că „Suveranul nu poate întrebuința puterea legiuitoare fără priimirea reprezentanții naționale”. Așa-numita Constituție (art. 7 al Osebitului act...era denumit „Constituția rumânilor”) prevedea introducerea unei forme de guvernământ constituționale și reprezentative, egalitate în fața legilor, libertăți individuale foarte largi, toate acestea de câștigat la capătul unui „război al independenței”. Mișcarea condusă de Ion Câmpineanu a avut puternice legături cu mișcarea polonezului Adam Czartoryski (citește: Ceartorâski), împotriva protectoratului țarist, pentru libertatea națională. În timpul răscoalei poloneze din 1830-1831, Czartoryski a ajuns șeful guvernului răsculaților polonezi. Răscoala fiind înfrântă de țariști, el fuge la Paris unde devine șeful luptei emigranților polonezi pentru libertatea poporului polonez. Ion Câmpineanu considera cauza polonă legată direct de cea românească. El nu concepea o Românie liberă decât în condițiile existenței unei Polonii libere.
Câmpineanu întreprinde călătorii la Constantinopol, la Paris (unde se întâlnește cu Adam Czartoryski și cu personalități politice franceze) și la Londra, unde este primit de politicianul englez lord Palmerston și de alți parlamentari englezi, cerându-le ajutorul împotriva expansiunii Rusiei.

### Episodul Constantinopol
La 20 februarie 1839, Ion Câmpineanu, însoțit de Felix Colson, fost secretar al Consulatului francez la București, a plecat clandestin spre Constantinopol. Ei au scăpat de supravegherea cordoanelor de miliție ale Țării Românești datorită înghețului Dunării. Până la Constantinopol ei au străbătut Turcia călare.
Din unele surse (Constantin Vlăduț, 1973, op. cit. p. 164), Câmpineanu n-a reușit să se întâlnească cu oficiali otomani și a fost obligat să se îmbarce pentru Franța, fiind urmărit de N. Aristarchi, baș capuchehaia Țării Românești. A fost nevoit să părăsească capitala Turciei în aprilie 1839, în urma insistențelor consulului englez.
În iulie 1839, Câmpineanu și prietenul său Colson au ajuns la Paris. Aici a vizitat, în primul rând, agenția poloneză unde a discutat cu Czartoryski asupra raporturilor și intereselor româno-poloneze. La Paris a avut întâlniri cu unele personalități politice franceze, printre care Adolphe Thiers, președinte al Consiliului de Miniștri, Etienne Garnier-Pagès, șeful Partidului republican de sub Ludovic Filip, J. Ch. Dupont de l'Eure viitorul președinte al guvernului provizoriu din 1848 și alții.
În prezența lui Ion Câmpineanu s-a constituit la Paris la 20 august 1839 „Societatea pentru învățătura poporului român”, compusă din românii aflați la Paris. Scopul acestei societăți era regenerarea culturală și națională a poporului român. Un exemplar din procesul verbal de constituire (semnat de Ion Ghica, A. G. Golescu, Dimitrie Brătianu) i-a  fost înmânat lui Câmpineanu ca să-l facă cunoscut „soților”, ce se vor găsi la București.
Din Paris, Câmpineanu a plecat la Londra, probabil la începutul lunii octombrie 1839, însoțit de nepotul său C. Alexandru Kretzulescu și de contele Zamoyski, colaborator apropiat al lui Czartoryski. La Londra este primit de lordul Palmerston, căruia i-a expus doleanțele și planurile de acțiune ale românilor, cerându-i ajutorul împotriva expansiunii Rusiei țariste; n-a putut obține decât promisiuni.
Încă de la întoarcerea sa la Paris, în toamna anului 1839, Câmpineanu aflase de la un înalt funcționar de la Ministerul Afacerilor Externe al Franței, prieten cu tatăl lui Colson, că la înapoierea sa în țară va fi arestat. La 3 noiembrie 1839, mitropolitul Neofit, președintele Obșteștii Adunări, era înștiințat că Ion Câmpineanu nu mai poate fi deputat, deoarece „din înalta poruncă a curții suzerane este a se trimite în surghiun la Filipopole.” Firmanul de exilare fusese obținut la insistențele diplomației țariste.
Mișcarea lui Câmpineanu a fost descoperită chiar atunci când organizatorul ei se reîntorcea în țară. Câmpineanu a fost arestat la Lugoj de către austrieci și a fost adus până la granița cu Țara Românească, de unde s-a îndreptat spre București. Pentru activitatea sa politică a fost întemnițat timp de trei ani, în timpul domniei  lui Alexandru Dimitrie Ghica, în martie 1840 la mănăstirea  Mărgineni, apoi în 15 august 1840 la mănăstirea  Plumbuita. În acea perioadă apăruse un cântec popular (răspândit de lăutarul Dumitrache Ochialbi) având refrenul: „Aideți frați la Mărgineanu / Să-l scăpăm pe Câmpineanu”. A fost eliberat din închisoare aproximativ în martie 1841, când devenise grav bolnav. După eliberarea din închisoare, a avut o atitudine rezervată, retrăgându-se din politică, însă a revenit cu prilejul revoluției de la 1848, când în noul guvern provizoriu a fost ministru al Dreptății.

### Altele
Ion Câmpineanu a fost unul dintre fondatorii Societății Filarmonice (1833). Printre alte proprietăți ale sale din București se număra și Hanul Câmpineanu, situat pe podul Mogoșoaiei în mahalaua Doamnei, acolo unde s-a construit ulterior Pasajul Macca-Villacrosse.
A fost tatăl lui Ion I. Câmpineanu (1841-1888), care a fost ministru de justiție, ministru de finanțe, de externe, primar al Capitalei și  guvernator al Băncii Naționale. O stradă din București îi poartă numele (Str. Ion Câmpineanu, fostă Strada Regală).